# 洛萨达
洛萨达（葡萄牙语：Lousada，发音[lowˈzaðɐ]），葡萄牙波尔图区城市，总面积95.98平方公里，总人口4 7387人(2011年)。

## 行政区划
洛萨达辖有25个堂区。

## 友好城市
- 法國 蒂勒
- 西班牙 埃倫特里亞